# Goya (Corrientes)
Goya is een plaats in het Argentijnse bestuurlijke gebied Goya in de provincie Corrientes. De plaats telt 87.349 inwoners.
De stad is sinds 1961 de zetel van het rooms-katholieke bisdom Goya.

## Galerij

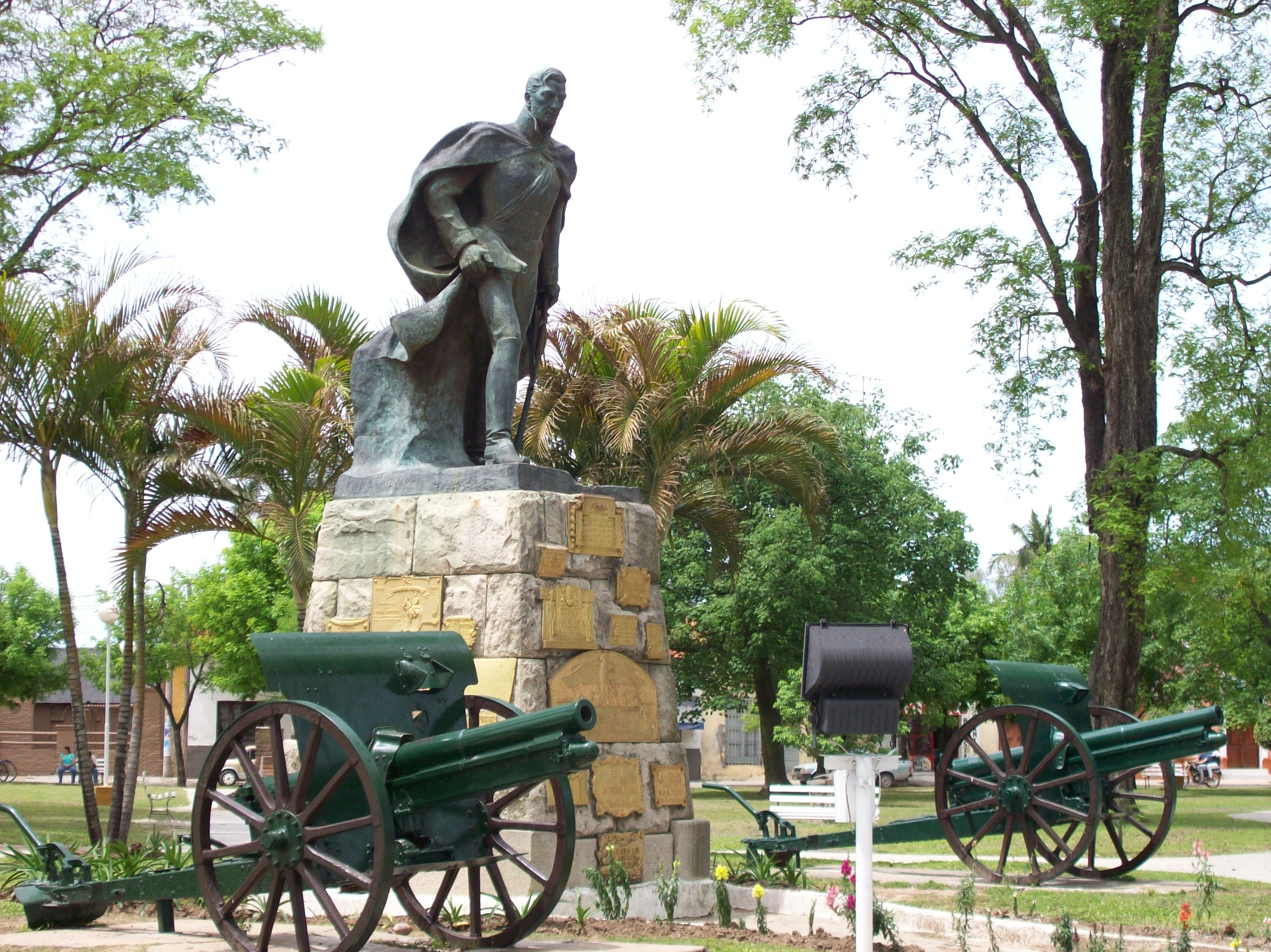
Monument voor generaal San Martín
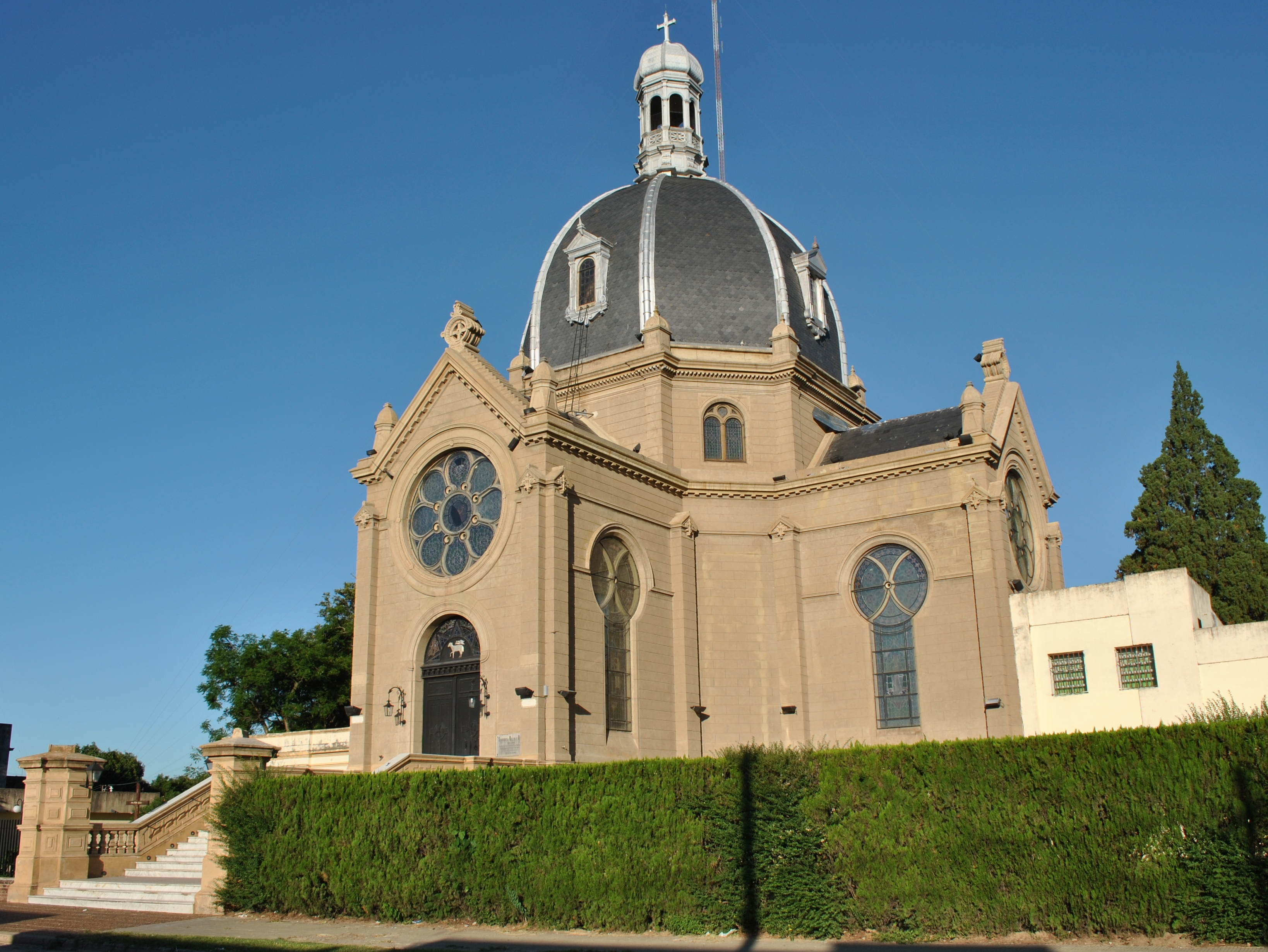
Kerk San Roque y San Jacinto-de-La Rotonda
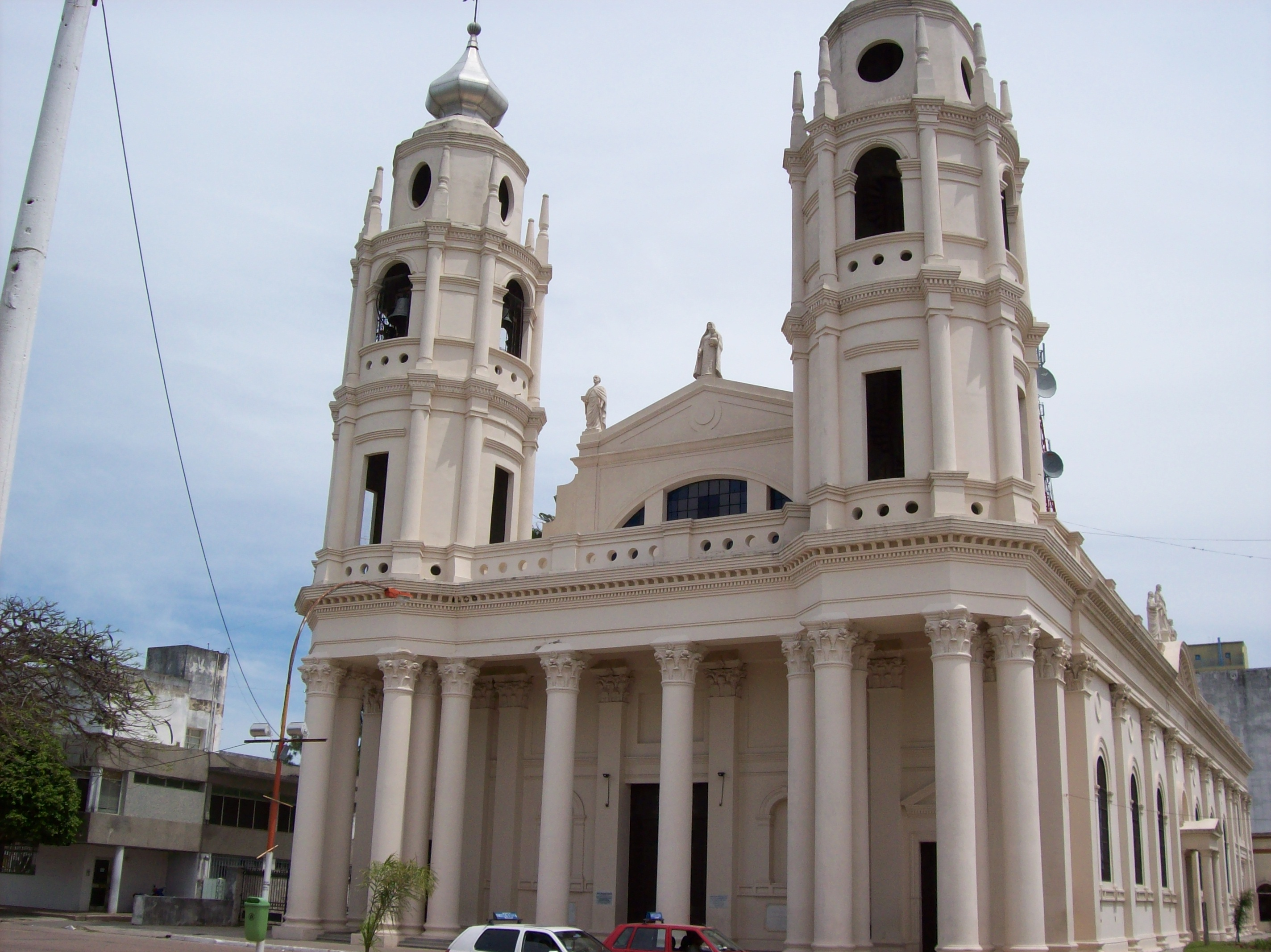
Kathedraal Nuestra Señora del Rosario